# ياسوشي ياماغوتشي
ياسوشي ياماغوتشي (باليابانية: 山口靖) هو مصمم ياباني، ولد في القرن العشرين.